# Orthochromis stormsi
Orthochromis stormsi (Syn.: Haplochromis stormsi, Schwetzochromis stormsi) ist eine afrikanische Buntbarschart, die im Oberlauf des Kongo, in seinen Nebenflüssen und im Mwerusee vorkommt.

## Merkmale
Orthochromis stormsi ist eine relativ schlanke Buntbarschart mit einer Maximallänge von 12 cm und 27 bis 30 Wirbeln. Die Stirnlinie ist leicht konkav, das Schwanzende schließt gerade ab. Auf den „Wangen“ befinden sich eine bis drei Schuppenreihen. Die Schuppen auf der Brust sind winzig und tief eingebettet. Von Orthochromis polyacanthus unterscheidet sich Orthochromis stormsi durch kleinere, tief eingebettete Nackenschuppen, so dass der Nacken fast nackt erscheint. Die Fische sind graubraun bis olivfarben, der Bauch ist hell bis fast weißlich. Auf den Körperseiten befinden sich ein dunkles Längsband und sieben senkrechte Binden. Von den Augen verlaufen je ein dunkler Streifen zum Mundwinkel und zum Hinterrand des Kiemendeckels. Während der Balz werden die Fische heller und gelblich. Die Afterflosse der Männchen hat keine Eiflecke.
- Flossenformel: Dorsale XVI–XXI/9, Anale III/6–8.

## Lebensweise
Orthochromis stormsi ist ein strömungsliebender Buntbarsch, meidet in Flüssen jedoch die Bereiche mit der stärksten Strömung. Er ernährt sich vor allem von Algen und verträgt nach Beobachtungen von in Aquarien gehaltenen Exemplaren tierische Nahrung nur schlecht. Die Fische laichen in kleinen, vom Männchen gegrabenen Mulden im Gewässerboden oder auf flachen Steinen. Sie sind Maulbrüter. Nach dem Ablaichen nimmt das Weibchen die Eier ins Maul. Die Jungfische schwimmen nach etwa drei Wochen frei und werden dann noch einige Tage vom Weibchen beschützt.